# Сахіб I Ґерай
Сахі́б I Ґера́й (крим. I Sahib Geray, ۱صاحب گراى‎; 1501—1551) — кримський хан у 1532—1551 рр. з династії Ґераїв, наступник Ісляма I Ґерая, попередник Девлета I Ґерая. Син Менґлі I Ґерая.

## Біографія
Конфліктував зі своїм братом ханом Мехмедом I Ґераєм, був ним арештований, але згодом звільнений. У 1519 р. Мехмед I Ґерай на прохання жителів Казані дати їм правителя з кримської династії послав Сахіба Ґерая до Казані. Воцарившись там в 1521 р., Сахіб Ґерай озброєним шляхом звільнив Казанське ханство від залежності від Москви. У 1524 р. передав казанський престол племінникові Сафі Ґераю і переселився з Казані до Стамбула.
1532 р. призначений кримським ханом замість Саадета I Ґерая, що відмовився від влади, продовжив політику брата щодо вельмож, що вийшли з покори. Проте вирішив не витрачати сил в даремній боротьбі зі старою знаттю, а замість того влив в її ряди безліч людей, які своїм високим статусом були зобов'язані не старовинним звичаям, а особисто ханові. З цією метою на противагу непокірному роду Ширін Сахіб I Ґерай звів в дуже високий ранг такий же сильний, але менш знатний в Криму ногайський рід Мансур. Він звеличив також і стародавній кримський рід Сеїт-Джеуд. Хан дав високі чини багатьом заслуженим військовим і придворним діячам, наділивши їх землею. Таким чином йому вдалося сформувати для себе широку базу підтримки серед нової кримської еліти.
Сахіб I Ґерай відомий як крупний реформатор. Для економічного посилення ханства він схиляв кочівників-ногайців, що мешкали в кримських степах, перейти до осілого способу життя і землеробства, щедро роздаючи землі тим, хто погоджувався осісти і ламаючи кочові кибитки у тих, хто опирався. Іншим значним заходом стало облаштування морського порту в Гезлеві — єдиного порту країни (решта портових міст Криму належала не Кримському ханству, а Османській імперії). Закінчив будівництво Бахчисарайського ханського палацу, перша згадка про який відноситься саме до правління Сахіба I Ґерая.
Продовжив військову реформу, заснувавши корпус капи-кулу (аналог турецьких яничарів) і перебудувавши фортечні споруди на Перекопі.
Підтримав Московію у литовсько-московській війні 1534—1537 років, відправив кримське військо на Київ та Черкаси.
У 1538 році під керівництвом османського султана Сулеймана І Пишного брав участь у поході на Молдавське князівство проти нелояльного воєводи Петра Рареша.
Літом 1541 року підбурюваний московським князем-втікачем Семеном Федоровичем Більським здійснив великий похід на Москву. Кампанія була невдалою для татар: Москва завчасно дізналась про виправу та вжила заходів для оборони своїх рубежів. Зустрівшись з московським військом на берегах Оки, Сахіб вирішив не вступати в бій та вернувся в Крим.
Конфлікт із губернатором Кафи Касим-пашою став приводом для заколоту проти хана з участю османців та місцевих кланів, невдоволених його авторитарним правлінням. Зраджений військом, він був убитий під час походу на черкесів. 
Заколот створив сприятливі умови для московського царя Івана IV Грозного, щоб оволодіти Казанню і зрештою виграти змагання за золотоординську спадщину.